# هيكل محوري
الهيكل المحوري (بالإنجليزية: Axial skeleton)‏ هو جزء من الهيكل العظمي البشري الذي يتكون من عظام الرأس والجذع من جسم الإنسان. ويتكون من 80 عظمة، تتألف من 8 أجزاء: عظام الجمجمة، وعظيمات الأذن الوسطى، والعظم القاعدي، والقفص الصدري وعظم القص والعمود الفقري.
الهيكل المحوري والهيكل الطرفي يُشكلان معاً هيكل عظمي كامل.

## البناء

### القفص الصّدري
يتكون القفص الصدري من 12 زوجاً من الأضلاع بالإضافة إلى عظمة القص ليصبح عددها 25 عظمة منفصلة. وظيفة القفص الصدري حِماية الأجزاء الحيوية مثل القلب والرئتين. تتشكل أضلاعه مثل الأهلة، إحدى النهايات مُسطحة والأخرى مُلتفة، النِهايات المُلتفة ترتبط بالفقرات الصدرية بالخلف، وترتبط المُسطحة بعظمة القص بالأمام.
أزواج الأضلاع السبعة العُليا ترتبط بعظمة القص بغضروف ضلعي، وتسمى هذه الأضلاع بـ«الأضلاع الحقيقية»، ومن الضلع الثامن إلى العاشر لا يحتوي على غضروف ضلعي. وآخر ضلعين تُسمى بـ«الأضلاع الحُرة» لأنها لا ترتبط بعظمة القص أو الأضلاع الأخرى. طول الأضلاع يزيد بالنزول من الضلع الأول إلى السابع ثم يَقل الطول بالنزول لغاية الضلع 12. زوج الأضلاع الأول هو الأقصر والأكثر انحناءً.

### الجُمجمة
تتكون الجُمجمة البشرية من هيكل الجمجمة وعظام الوجه. والجمجمة تحتوي وتحمي الدماغ داخل قبو الجمجمة. وتتكون من ثمانية عظام على شكل ألواح وتترابط معاً في نقاط تُسمى «دروز». بالإضافة إلى ذلك هُناك 14 عظمة للوجه والتي تُشكل الجزء الأمامي والسُفلي من الجُمجمة. وبذلك تُشكل 22 عظمة كامل الجُمجمة، وفيها تجاويف إضافية مثل تجاويف العُيون، والأنف، والفم، والأذن الداخلية. ومن أهم عظام الوجه: الفك، والفك العُلوي، والعظم الوجني، والعظم الأنفي.
يولد البشر بجمجمة ذات ألواح منفصلة؛ وذلك لتسمح بمرونة مرور الطفل من قناة الحوض أثناء الولادة. لتلتحم القطع معاً لاحقاً بعد الولادة لتُكون الجمجمة الكاملة، ويَبقى عظم الفك السفلي مُنفصلاً.

### العمود الفقري
عند الولادة غالبية البشر يملكون 33 فقرة مُنفصلة، وفي بعض الحالات تكون الفقرات 32 أو 34 فقرة؛ بسبب أن آخر فقرتين العجز والعصعص قد تلتحم معاً أو تنفصل.
ويتكون العمود الفقري من: الفقرات الرقبية (7 فقرات)، الفقرات الصدرية (12 فقرة)، الفقرات القطنية (5 فقرات)، العجز (4-5)، العصعص (3-4 فقرات).